# 長野県篠ノ井高等学校
長野県篠ノ井高等学校（ながのけん しののいこうとうがっこう）は、長野県長野市篠ノ井布施高田にある県立高校。

## 概要
全日制と定時制を擁し、2007年度新入学分からは、全日制に進学コース・特進コースが設置され、殆どの生徒が大学や専門学校に進学している。2011年4月には、分校である長野県篠ノ井高等学校犀峡校が開校した。かつては制服が存在していたが、現在は私服の高校である。
文化祭は「篠竹祭」と称し、その名称は校章に由来する。

## 沿革
- 1923年4月8日 - 長野県更級高等女学校として開校。
- 1925年4月1日 - 長野県篠ノ井高等女学校に改称。
- 1948年4月1日 - 学制改革により、長野県篠ノ井高等学校となる。
- 1949年4月1日 - 定時制課程を併設。
- 1974年4月1日 - 男女共学の実施。
- 1984年8月12日 - 野球部が第66回全国高等学校野球選手権大会へ出場。（1回戦：沖縄水産0-4）
- 1996年11月9日 - 創立70周年並びに校舎改築竣工記念式典。
- 2003年10月16日 - 創立80周年記念式典。
- 2007年4月1日 - 全日制に進学コース・特進コースを設置。
- 2011年4月1日 - 分校として、長野県篠ノ井高等学校犀峡校が開校。
- 2012年12月24日 - 創立90周年記念事業。

## 教育理念
教育基本法及び学校教育法の精神に則り、心身の調和をとれた発達を図るとともに、平和を愛好し、より良き社会を作る人間を育成する。
このために、特に次の教育目標を設け、その達成に努める。

## 教育目標
- 真理と学問を愛し、高い知性と豊かな教養を身につけた人の育成
- 進歩と向上を信じ、小成に甘んぜず、絶えず理想を目指す人の育成
- 精神と身体を鍛え、明朗で積極性のある人の育成
- 自主と自律を尊び、常に計画性を持ち、節度のある人の育成
- 勤労と責任を重んじ、堅実にして協調性のある人の育成

## 教育方針
基本的生活習慣を確立し、学習を基礎に、生徒会活動を充実させ、人間性を高める。
- 自主性・責任感を育てる。
- 授業を中心にして学力の伸長を図る。
- 進路目標を立て、その実現を図る。
- クラブ活動、委員会活動の充実を図る。
- 様々な活動を通して、生徒のより豊かな心と人間性を育てる。

## 校章
篠竹の幹の円状の下に篠竹の葉を3枚配置、中に高の文字。

篠ノ井の地に昔を偲ぶ篠にゆかりを、篠竹の持つ清楚にして高雅な気品と柔軟にして強靭な雪もち竹の底力を求めており、周囲の輪型は円満な人間性と交友の親和の姿、節は節操と節度ある態度を象徴し、優美のうちに力強さを蔵したものである。デザインは中村理相。

## 校歌・応援歌
- 校歌 - ウェイバックマシン（2016年1月2日アーカイブ分）（作詞：藤村作 作曲：福井直秋）
- 80周年記念歌 - ウェイバックマシン（2014年7月16日アーカイブ分）（mp3ファイル）

## 出身者
- アイジ （PIERROT、LM.C ）- ミュージシャン、ギタリスト、作曲家
- 柿崎順一 - 芸術家、美術家、フラワーアーティスト
- 華路ゆうき - 宝塚俳優
- 新田恵海 - 声優、歌手
- 峯村明徳 （ミネムラ、花少年バディーズ） - ミュージシャン、ギタリスト、キーボーディスト
- 宮澤美保 - 俳優、書家
- 山岡聡子 - プロスノーボーダー、オリンピアン
- 倉島大輔、島田賢司、宮下裕報 - ロックバンド
- 酒井麻衣 - 映画監督
- 髙野清宗 - ベーシスト、Mrs. GREEN APPLEのメンバー
- 北川原志於 - 元信越放送アナウンサー
- 中澤実子 - 俳優
- 東福寺祥歌 - コントラバス奏者
- 若林万里子 - トランペット奏者

## 最寄駅
- 東日本旅客鉄道信越本線、篠ノ井線、しなの鉄道しなの鉄道線：篠ノ井駅